# The Oregonian
The Oregonian es un diario estadounidense con sede en Portland, Oregón, propiedad de Advance Publications. Es el periódico de publicación continua más antiguo de la costa oeste de Estados Unidos,  fundado como semanario por Thomas J. Dryer el 4 de diciembre de 1850 y publicado diariamente desde 1861. Es el periódico más grande de Oregón y el segundo más grande del noroeste del Pacífico por circulación. Es uno de los pocos periódicos con una mirada estatal a asuntos nacionales. La edición dominical se publica bajo el título The Sunday Oregonian . La edición regular se publicó bajo el título The Morning Oregonian desde 1861 hasta 1937.
The Oregonian recibió el Premio Pulitzer por Servicio Público en 2001, la única medalla de oro que otorga anualmente la organización. El equipo periodístico y escritores del diario han recibido otros siete premios Pulitzer, el más reciente el premio a la redacción editorial en 2014.
El Oregonian se entrega puerta a puerta en los condados de Multnomah, Washington, Clackamas y Yamhill en Oregón, y en el condado de Clark, estado de Washington, cuatro días a la semana (miércoles, viernes, sábado y domingo); también se entrega a domicilio en partes de los condados de Marion y Columbia. Aunque algunos distribuidores independientes entregan el periódico fuera de esa área, en 2006 dejó de estar disponible en el extremo este de Oregón y en la costa sur del estado y, a partir de diciembre de 2008, «el aumento de los costos de distribución y de papel de periódico» hizo que la edición en papel se dejara de entregar áreas al sur de Albany.

## Historia

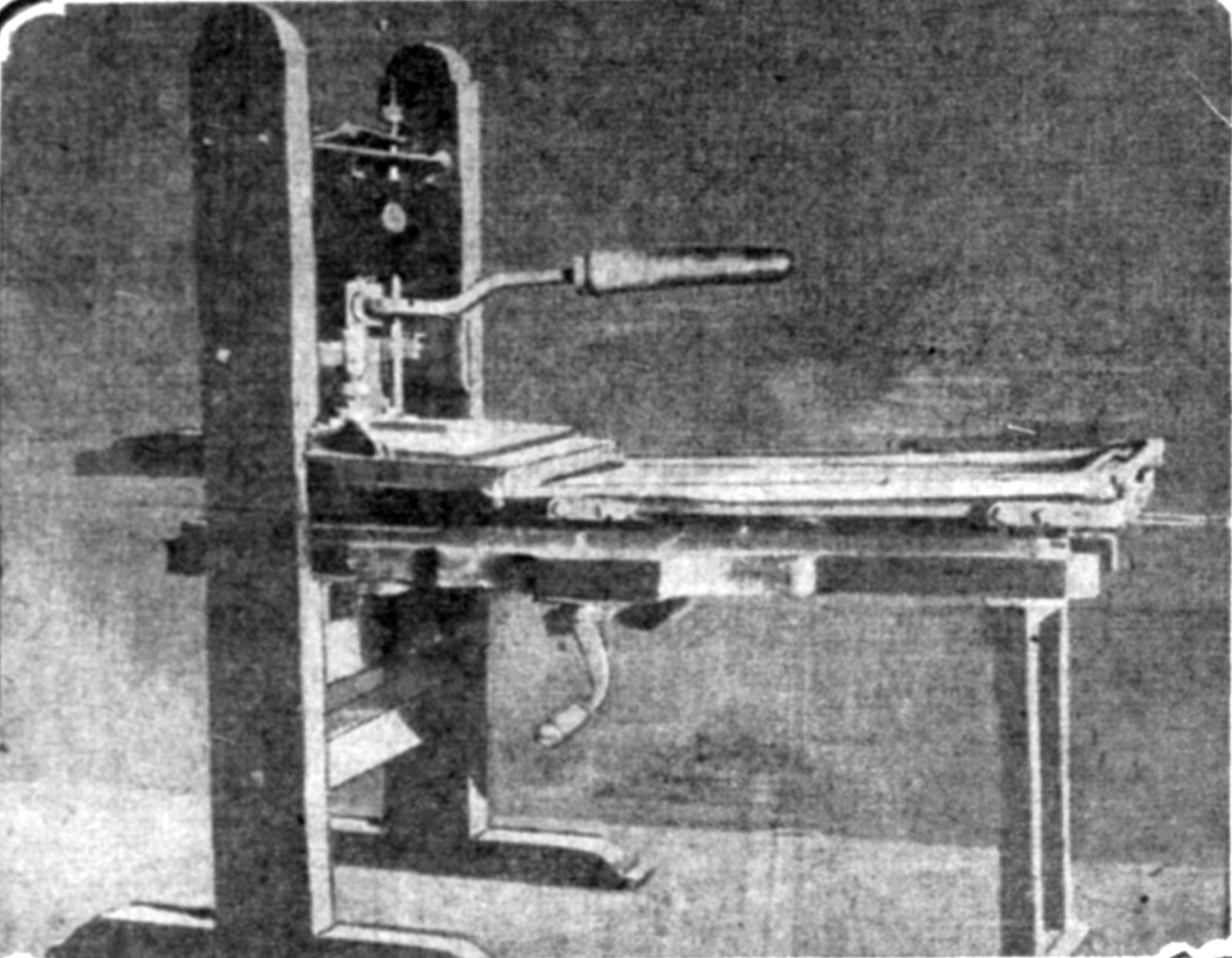
Imprenta Ramage utilizada para imprimir el primer Oregonian

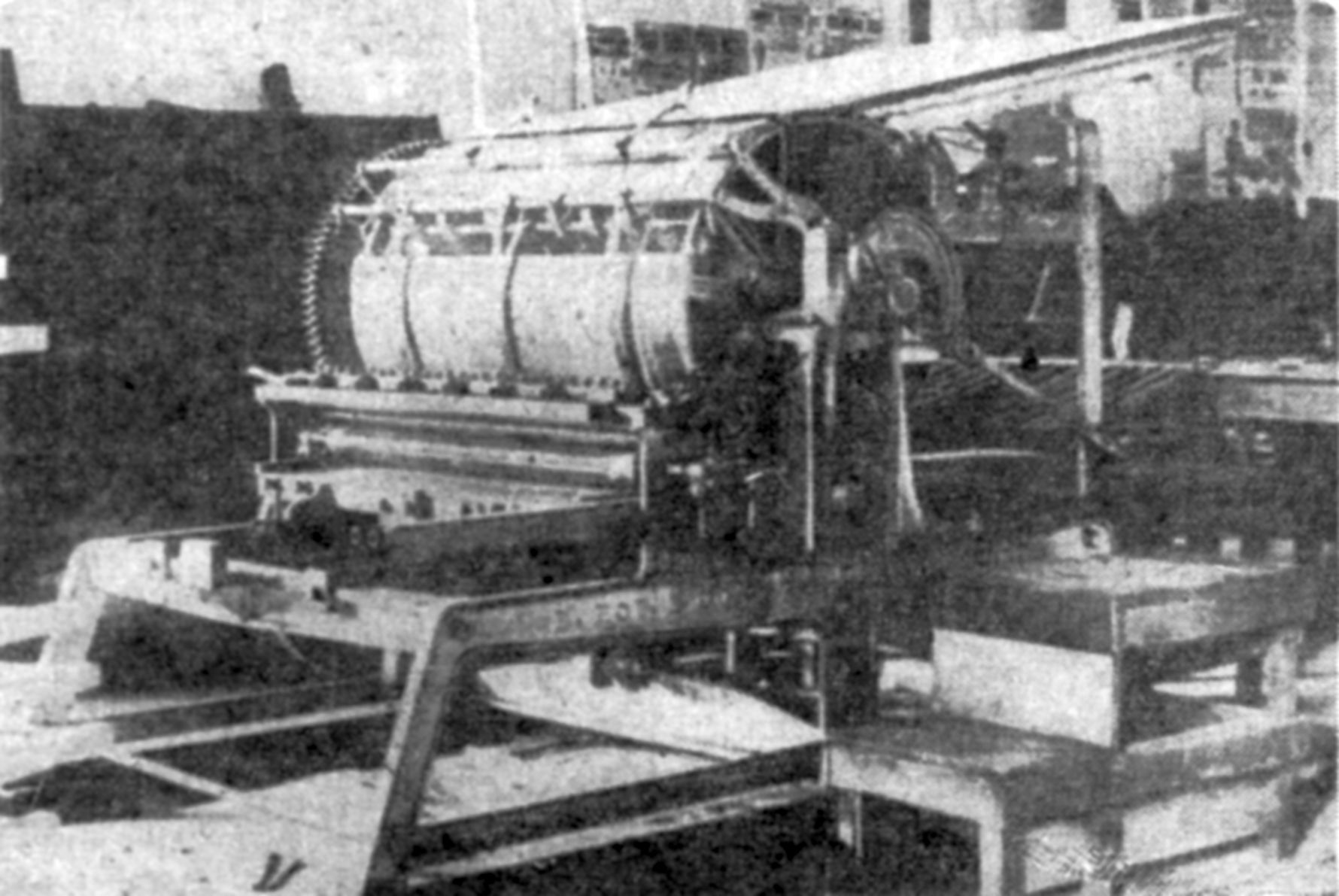
Primera imprenta a vapor utilizada por Oregonian, instalada en 1862 (más de un año después de la llegada de la edición diaria) y utilizada hasta 1871. Posteriormente la prensa fue utilizada por Hillsboro Argus, hasta al menos 1911

### Creación
Un año antes de que la pequeña ciudad de Portland, Oregon se convirtiera en un municipio independiente, en 1851, los líderes potenciales de la nueva comunidad decidieron establecer un periódico local, una institución que se consideraba un requisito previo para el crecimiento urbano. El principal de estos organizadores comunitarios pioneros que buscaban el establecimiento de una prensa en Portland fue el coronel W. W. Chapman y el destacado empresario local Henry W. Corbett. En el otoño de 1850, Chapman y Corbett viajaron a San Francisco, en ese momento la ciudad más grande de la costa oeste de los Estados Unidos, en busca de un editor interesado y capaz de producir un semanario en Portland. Allí, ambos conocieron a Thomas J. Dryer, un neoyorquino trasplantado que era un escritor enérgico con equipamiento propio de impresión y experiencia previa en la producción de un periódico comunitario de poca circulación en su condado natal de Ulster, Nueva York.

#### Primeras ediones semanales

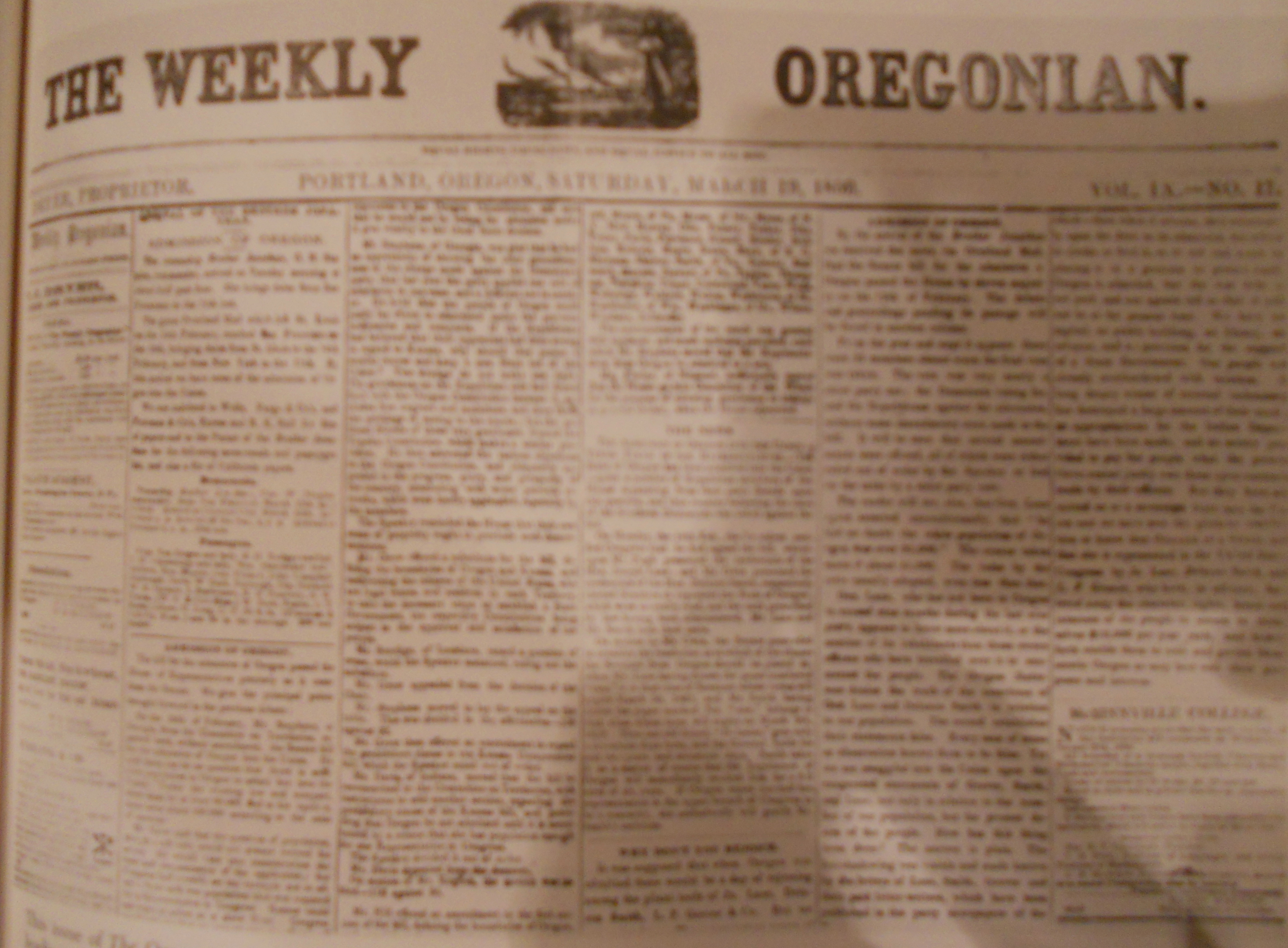
La portada del Weekly Oregonian el 19 de marzo de 1859

La imprenta de Dryer fue transportada a Portland y fue allí, el 4 de diciembre de 1850, donde el primer número de The Weekly Oregonian encontró a sus lectores. Cada número semanal constaba de cuatro páginas, impresas en seis columnas de ancho. En aquella época se prestó poca atención a las noticias de actualidad, dedicándose la mayor parte del contenido del periódico a temas políticos y comentarios biográficos. En el documento se tomó una línea política firme apoyo al Partido Whig, lo que pronto le trajo conflictos con The Statesman, un periódico demócrata que apareció en Oregon City muy poco tiempo después del debut de The Weekly Oregonian. Una fuerte y amarga rivalidad se prodrujo entre los órganos de prensa.

### Década de 1860 a 1870

#### Era de Pittock
Henry Pittock se convirtió en propietario en 1861 como compensación por salarios impagos, y comenzó a publicar el periódico todos los días, excepto los domingos. El objetivo de Pittock era centrarse más en las noticias que en el «púlpito incendiario» establecido por Dryer. Ordenó una nueva imprenta en diciembre de 1860, y también dispuso que las noticias se enviaran por telégrafo a Redding, California, luego en diligencia a Jacksonville, Oregon, y luego en pony express a Portland. 

#### Era de Scott

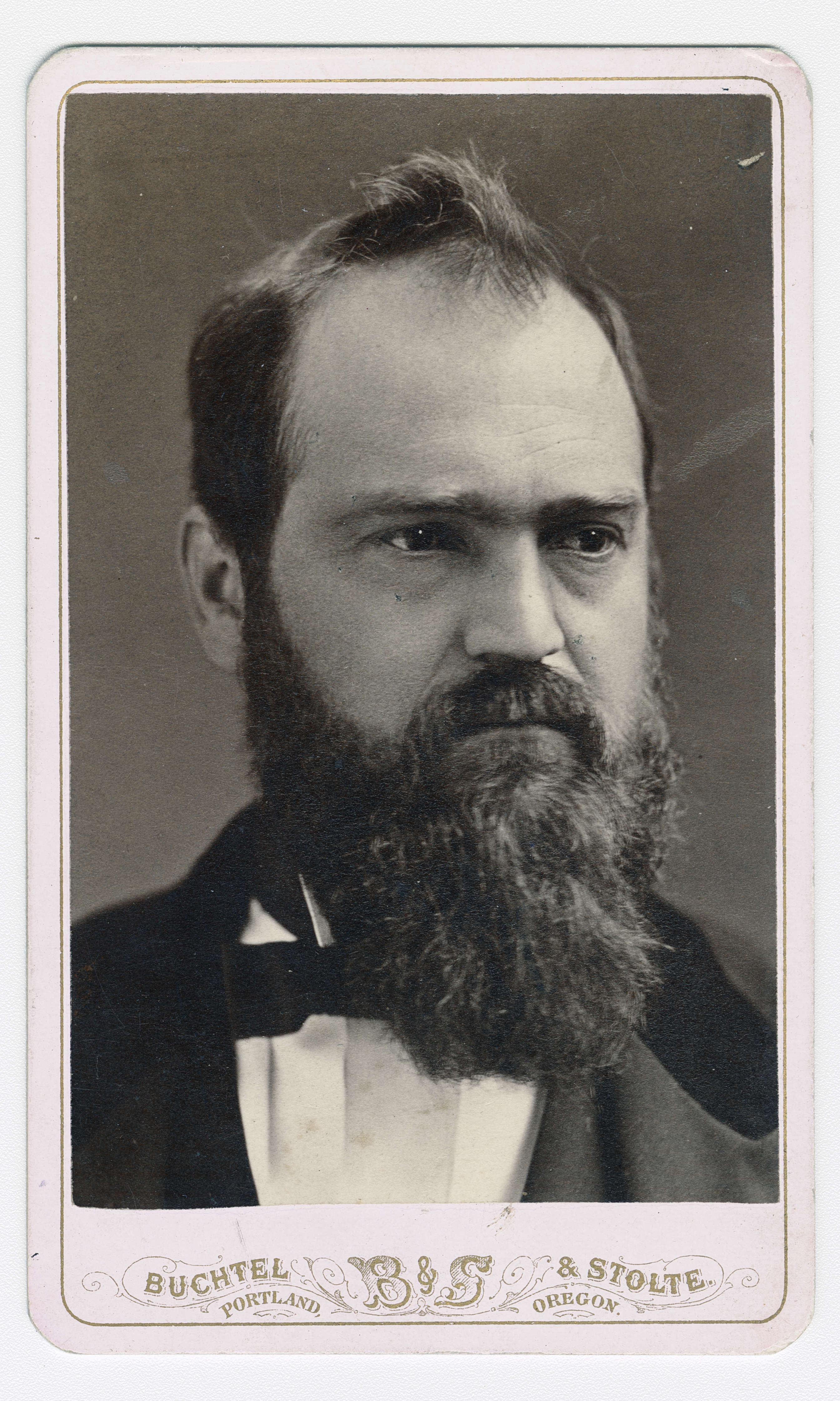
Harvey W. Scott fotografiado en la década de 1870

De 1866 a 1872, Harvey W. Scott fue el editor. Henry W. Corbett compró el periódico a un Pittock sin dinero en efectivo, en octubre de 1872 y colocó a William Lair Hill como editor. Scott, despedido por Corbett por apoyar a los candidatos de Ben Holladay, se convirtió en editor del Portland Daily Bulletin, rival de Holladay. El periódico se declaró en quiebra alrededor de 1874 y Holladay perdió 200 000 dólares de la época en el proceso. Corbett vendió The Oregonian a Pittock en 1877, lo que marcó el regreso de Scott al timón editorial del periódico. Scott, copropietario del periódico, permanecería como editor en jefe hasta poco antes de su muerte en 1910.

### 1880-1890
Uno de los periodistas que comenzó su carrera en The Oregonian durante este período de tiempo fue James J. Montague, quien se hizo cargo y escribió la columna «Slings & Arrows», hasta que William Randolph Hearst lo contrató en 1902.

#### Sunday Oregonian
En 1881, se publicó el primer Sunday Oregonian. El periódico se hizo conocido como la voz de los republicanos orientados a los negocios, como lo demuestra el respaldo constante a los candidatos republicanos a la presidencia en todas las elecciones federales, antes de 1992.

#### Nueva ubicación

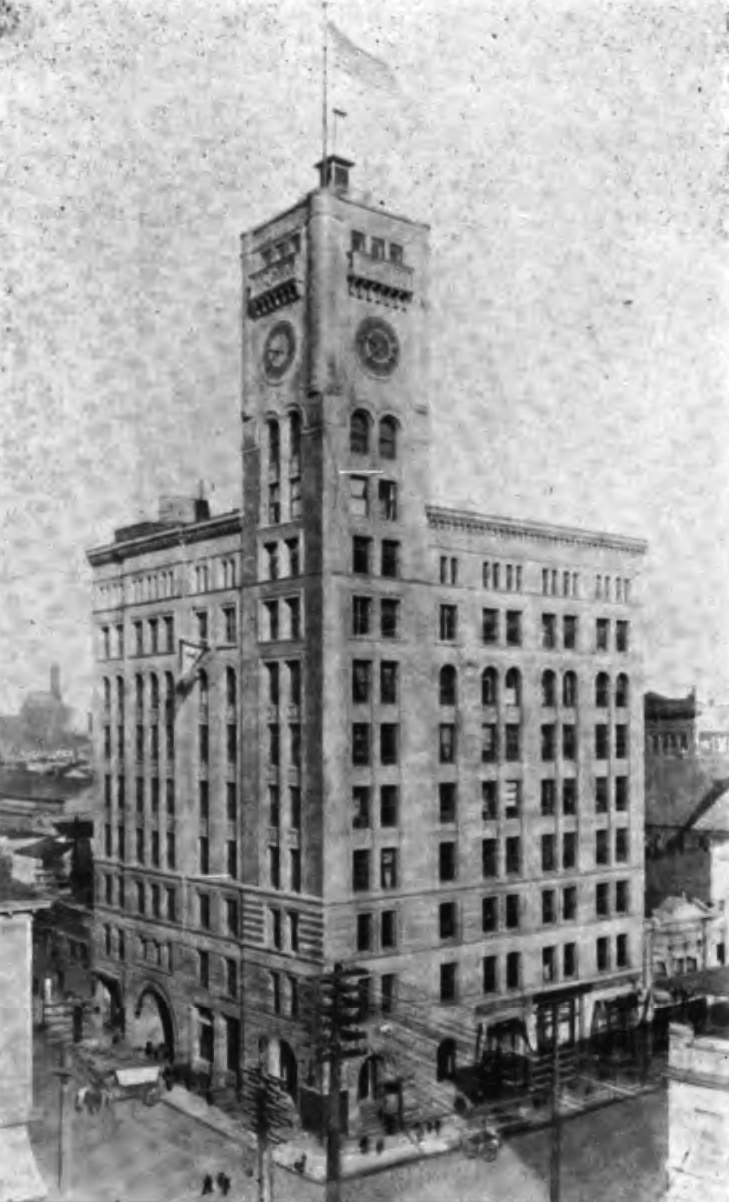
The Oregonian Building de 1892 a 1948 fue la sede principal del periódico

Las oficinas e imprentas del periódico estaban ubicadas originalmente en un edificio de dos pisos, en la intersección de First Street (ahora First Avenue) y Morrison Street, pero en 1892 el periódico se mudó a un nuevo edificio de nueve pisos en las calles 6th y Alder. El nuevo edificio era, al igual que su predecesor (y sucesor), llamado The Oregonian Building. Incluía una torre con reloj en la esquina y su altura total era de 59 metros, aproximadamente, lo que la convertía en la estructura más alta de Portland, una distinción que mantuvo hasta la finalización del Edificio Yeon en 1911. The Oregonian Building contaba con unos 9300 m² de superficie, incluido el sótano pero sin contar la torre. El periódico no volvió a mudarse hasta 1948. El edificio de 1892 fue demolido en 1950.

### 1900-1940
Tras la muerte de Harvey Scott en 1910, el editor en jefe del periódico fue Edgar B. Piper, que anteriormente había sido editor en jefe.  Piper siguió siendo editor hasta su muerte en 1928.

#### TheMorning Oregoniany KGW
En 1922, The Oregonian descontinuó su edición semanal, y lanzó KGW, la primera estación de radio comercial de Oregon. Cinco años después, KGW se afilió a NBC (1927). El periódico compró una segunda estación, KEX, en 1933, a la filial de NBC Northwest Broadcasting Co. En 1944, KEX fue vendida a Westinghouse Radio Stations, Inc. The Oregonian lanzó KGW-FM, la primera estación de FM del Noroeste, cuya salida al aire fue el 8 de mayo de 1946, conocida hoy como KKRZ. KGW y KGW-FM fueron vendidas a King Broadcasting Co en 1953.
En 1937, The Morning Oregonian acortó su nombre a The Oregonian. Dos años más tarde, el editor asociado Ronald G. Callvert recibió un premio Pulitzer por sus editoriales por la «redacción editorial distinguida ... como lo ejemplifica el editorial titulado: My Country 'Tis of Thee».

#### Traslado en 1948

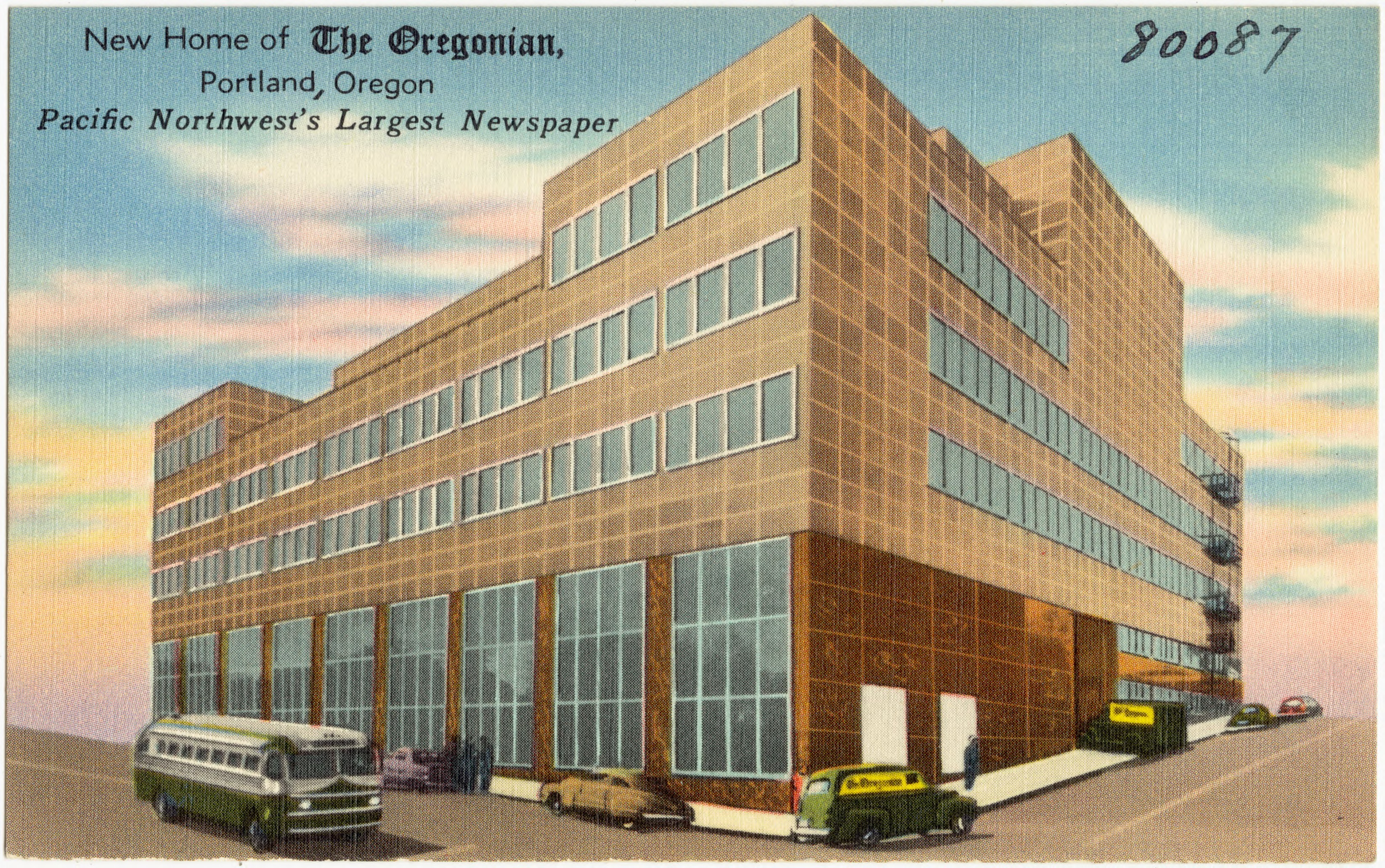
Postal de la nueva sede de The Oregonian en la esquina de la 6th y Jefferson

En 1948, el periódico se trasladó a una nueva ubicación en el centro de la ciudad, donde su sede permanecería en última instancia durante los próximos 66 años, en SW Broadway entre Jefferson Street y Columbia Street. El nuevo edificio fue diseñado por Pietro Belluschi, y nuevamente fue nombrado The Oregonian Building. La manzana había sido anteriormente el hogar de la mansión de William S. Ladd, la cual había sido demolida alrededor de 1925. Por 1946, The Oregonian había adquirido la manzana por 100 000 dólares, lo que provocó quejas de la editora del periódico Leslie M. Scott, debido al escandaloso precio para la época.
El nuevo edificio de The Oregonian debía contener la estación de radio KGW y un estudio de televisión, así como un lujoso gran comedor. Aparte de la «extravagancia del diseño», la escasez de materiales de construcción, EE. UU. estaba bajo una fuerte inflación y los planes del arquitecto Belluschi nunca estuvieron listos, lo que generó sobrecostos. The Oregonian tuvo que pedir prestado a los bancos por primera vez en más de 50 años. El nuevo presidente de la empresa, E.B. MacNaughton, se vio obligado a agotar su cupo de empréstitos con el First National Bank y luego recurrir al Bank of America, por más dinero. Para bajar costos, MacNaughton eliminó un ascensor adicional, el comedor y los estudios de radio y televisión para KGW. Para el edificio todavía costaba 4 millones de dólares, el doble de lo estimado originalmente.
El edificio se inauguró en 1948, pero The Oregonian tuvo que venderlo a la aseguradora Connecticut Mutual Life Insurance Company por 3,6 millones en un contrato de leasing. Otros problemas financieros llevaron a su venta definitiva, en 1950, a Samuel Newhouse.

### 1950-1960
En 1950, Advance Publications, fundada por el propio Newhouse, quien también compró el periódico. En ese momento, el precio de venta fue de 5,6 millones de dólares, el precio más alto por un solo periódico. La venta se anunció el 11 de diciembre de 1950. En 1954, Newhouse compró el 50% de Mount Hood Radio & Television Broadcasting Corp, y KOIN-TV, primera estación de televisión de Portland, KOIN AM (ahora KUFO ) y KOIN-FM (hoy KXL-FM ). La circulación The Oregonian  en 1950 era de 214 916, en tanto la del rival de la competencia, The Oregon Journal era de 190 844.
En 1957, los periodistas de planta William Lambert y Wallace Turner recibieron el premio Pulitzer por periodismo de investigación. El premio les fue otorgado por «su denuncia del vicio y la corrupción en Portland que involucra a algunos funcionarios municipales y oficiales de la Hermandad Internacional de Camioneros (IBT), Conferencia Oeste» y señaló que «cumplieron sus asignaciones a pesar de las grandes dificultades y el riesgo de sufrir represalias de elementos ilegales».

#### The Oregon Journal
Lo que se convertiría en una larga y acalorada huelga comenzó tanto contra The Oregonian como contra The Oregon Journal, en noviembre de 1959.  La huelga fue convocada por Stereotypers Local 49 debido a varios temas contractuales, en particular la introducción de más maquinaria automatizada de fundición de placas, equipos de fabricación alemana, nuevos para la impresión estadounidense de periódicos, la cual requería un solo operador en lugar de los cuatro que operaban los antiguos equipos existentes.  Wallace Turner, y muchos otros escritores y fotógrafos, se negaron a cruzar las líneas del piquete sindical y nunca regresaron.  Los dos periódicos hicieron una edición impresa conjunta, con «artículos idénticos con errores tipográficos» durante seis meses, hasta que contrataron suficientes trabajadores no sindicalizados para reanudar sus operaciones por separado.  A partir de febrero de 1960, los trabajadores sindicalizados y aún en huelga publicaron un diario, The (Portland) Reporter , que alcanzó una circulación máxima de 78 000 ejemplares, pero se cerró en octubre de 1964.
En 1961, Newhouse compró The Oregon Journal, el diario vespertino de Portland. Las operaciones de producción y de negocios de los dos periódicos se reunieron todas en el edificio The Oregonian, mientras que sus redacciones permanecieron separadas. La Junta Nacional de Relaciones Laborales declaró ilegal la huelga en noviembre de 1963. Los huelguistas continuaron haciendo piquetes hasta el 4 de abril de 1965,  cuando los dos periódicos se convirtieron open shop.

### De los sesenta a los ochenta
En 1967, Fred Stickel llegó a The Oregonian desde Nueva Jersey para convertirse en gerente general del periódico, convirtiéndose en presidente en 1972 y editor en 1975.
Como parte de un plan corporativo más grande para salir de la radiodifusión, The Oregonian vendió KOIN-TV a la empresa propietaria de periódicos Lee Enterprises en 1977. Al mismo tiempo, KOIN-AM y FM se vendieron a Gaylord Broadcasting Co. Desde que Samuel Newhouse falleció en 1979, su hijo Samuel Jr. administró las revistas y Donald supervisó los periódicos.
The Oregonian perdió a su principal «competidor» y Portland se convirtió en una ciudad con un solo diario en 1982, cuando Advance/Newhouse cerró el Journal aduciendo la disminución de los ingresos por publicidad.

### Finales de los 80

#### Era Hilliard
William A. Hilliard fue nombrado editor en 1987 y fue el primer editor afroaestadounidense del periódico. Hilliard, residente de Oregón desde la edad de 8 años, ya había trabajado en The Oregonian durante 35 años; había sido editor en temas de la ciudad desde 1971 y editor ejecutivo desde 1982.

#### 1989
The Oregonian estableció una corresponsalía en Asia, en la ciudad de Tokio, Japón en 1989.
También en 1989, The Oregonian respaldó a un candidato demócrata a la presidencia por primera vez en su historia, cuando apoyó a Bill Clinton en 1992.

### Los noventa
El año 1993 fue un año lleno de acontecimientos para The Oregonian. Robert M. Landauer, entonces editor de la página editorial, fue finalista del Premio Pulitzer de redacción editorial por «una campaña audaz para desactivar los mitos y prejuicios promovidos por una enmienda constitucional antihomosexual, que posteriormente fue rechazada», según los jurados del Pulitzer. La integridad de The Oregonian se convirtió en tema de cobertura nacional cuando The Washington Post publicó la historia de insinuaciones sexuales inapropiadas que llevaron a la renuncia del senador de Oregon Bob Packwood, cuatro años después. Esto llevó a algunos a broma: «Si es importante para los residentes de Oregon, está en el Washington Post» (un juego de palabras con el eslogan de The Oregonian: Si es importante para los residentes de Oregon, está en el Oregonian). Finalmente, Newhouse nombró a una nueva editora para el periódico, Sandra Rowe, quien provenía del diario The Virginian-Pilot .

#### Era Rowe
Sandra Rowe se incorporó al periódico como editora ejecutiva en junio de 1993. Se convirtió formalmente en editora en 1994 con la jubilación de William Hilliard, pero Hilliard ya le había dado el control de las riendas de editor en 1993, cuando centró su atención en sus deberes como presidente recién elegido de la Sociedad Estadounidense de Editores de Periódicos de 1993 a 1994, un año antes de jubilarse.

### Premio Pulitzer
El escritor Richard Read ganó el Premio Pulitzer de Reportaje Explicativo de 1999 por la serie, The French Fry Connection. Los artículos ilustraron el impacto de la crisis financiera asiática de 1997 siguiendo un caso de las papas fritas de una granja del estado de Washington hasta un McDonald's en Singapur, que terminó en Indonesia durante los disturbios que llevaron a la Caída de Suharto. La sala de prensa  de The Oregonian celebró su primer Pulitzer en 42 años con champán, papas fritas de McDonald y una banda de jazz.

### 2000

#### Premio Pulitzer de servicio público
Los periodistas de The Oregonian fueron reconocidos con dos premios Pulitzer en 2001. El periódico recibió el Premio Pulitzer por Servicio Público, por su «examen detallado e inquebrantable de los problemas sistemáticos dentro del Servicio de Inmigración y Naturalización de los Estados Unidos, incluido el trato severo de los ciudadanos extranjeros y otros abusos generalizados, que impulsaron varias reformas». La serie fue investigada y escrita por Kim Christensen, Richard Read, Julie Sullivan-Springhetti y Brent Walth.
El escritor Tom Hallman Jr. recibió el premio Pulitzer por artículos de fondo en 2001, por su serie:The Boy Behind the Mask (en español: El niño detrás de la máscara), sobre un adolescente con una deformidad facial.

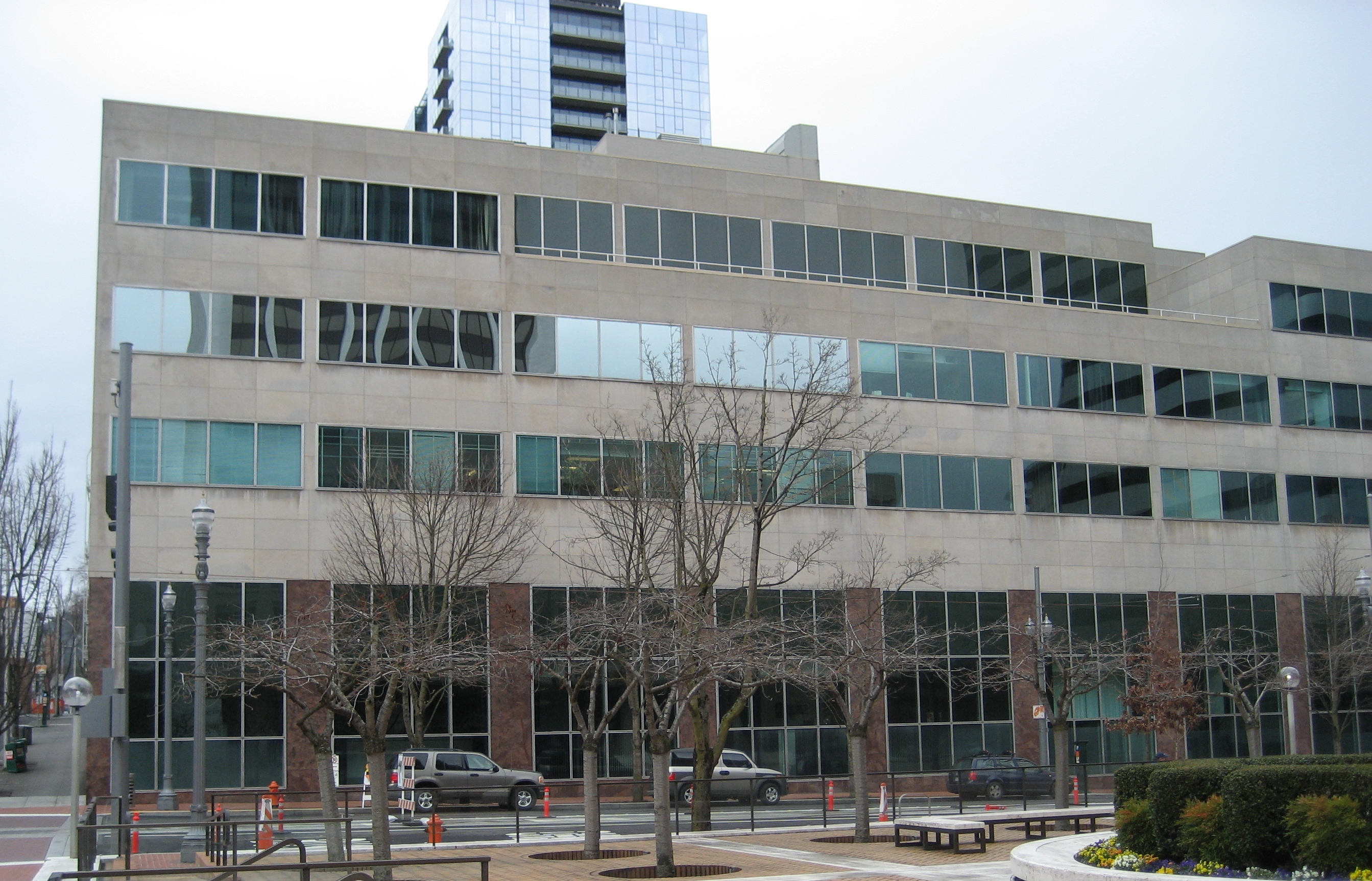
El Edificio Oregonian de 1948, que ocupa una manzana completa en el centro de Portland, albergó la sede del periódico desde 1948 hasta 2014

#### 2013
En 2013, el editor N. Christian Anderson anunció que el periódico se estaba reestructurando y que a partir del 1 de octubre, la Oregonian Publishing Company se disolvería. Se formarían dos nuevas empresas: Oregonian Media Group, que se centrará en proporcionar contenido en su sitio de noticias en línea, OregonLive.com, aunque continuaría publicando una edición impresa diaria del periódico; y Advance Central Services Oregon, que proporcionaría soporte de producción, empaque y distribución para la nueva compañía. La propiedad se mantuvo con Advance Publications . Aunque el periódico se imprimiría los siete días de la semana, la entrega a domicilio se reduciría a cuatro días a la semana: miércoles, viernes, sábado y domingo. Estos cambios entraron en vigor, como estaba previsto, el 1 de octubre. El periódico también anunció que se esperaban despidos «significativos». Además, Anderson anunció que la nueva compañía probablemente se mudaría de su edificio en el centro de Portland.

#### 2014-2015

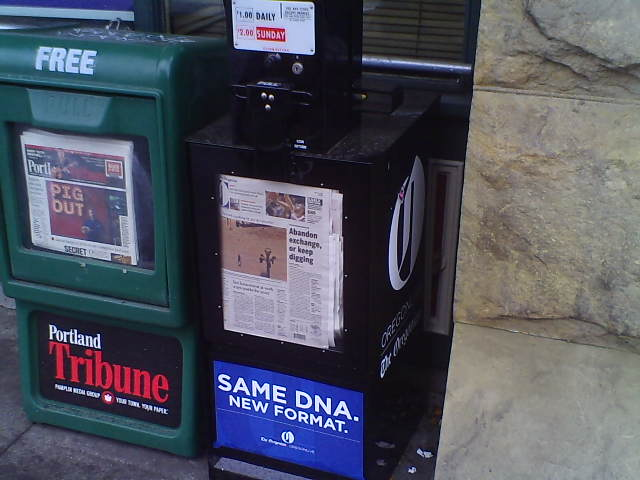
Un dispensador de periódicos recientemente rediseñado e instalada para The Oregonian (negro) después de que el periódico se convirtió en un tabloide el 2 de abril de 2014, junto con una caja de Portland Tribune (verde)

El 2 de abril de 2014, el periódico cambió del formato de hoja ancha al formato tabloide más pequeño.
En julio de 2014, el periódico trasladó su sede del edificio en 1320 SW Broadway que había ocupado desde 1948, a un espacio más pequeño en otro lugar del centro de Portland. La nueva sede ocupa alrededor de 3700 m² de espacio en el edificio de oficinas Crown Plaza, en 1500 SW First Avenue.

#### 2016
El 24 de octubre de 2016, el consejo editorial del periódico anunció que una vez más se negaría a respaldar a un candidato a presidente de los Estados Unidos, una práctica que abandonó por primera vez en 2012. Esta decisión fue criticada por algunos lectores, quienes se preguntaron por qué la junta ofrecería respaldos en las elecciones estatales, sin tomar también una posición en la carrera presidencial. La junta justificó su decisión citando el enfoque general del periódico en los problemas locales, escribiendo: «Nuestro objetivo como junta editorial es tener un impacto en nuestra comunidad. Y no creemos que un respaldo al presidente mueva la aguja. Es por eso que enfocamos nuestra energía de respaldo donde los votantes pueden no haber tomado una decisión y necesitan ayuda con la decisión .

#### 2020

##### Eliminación de la sección de comentarios
El 2 de enero de 2020, The Oregonian eliminó la sección de comentarios de Oregonlive.com. El periódico dijo que estaba siguiendo la tendencia de otros medios en la última década, y dijo que la mayoría de los lectores no utilizan la función de comentarios. El periódico también dijo que los comentarios descorteses estaban consumiendo demasiados recursos para moderarlos.
El personal de The Oregonian también produce tres publicaciones para públicos específicos: revistas papel recubierto que se distribuyen sin cargo entre 40 000 y 45 000 residentes del área metropolitana de Portland y se venden en quioscos a otras 5000 personas. Una cuarta revista, Explore the Pearl, se produce en conjunto con la Asociación Empresarial del Distrito de Pearl y se envía por correo a «hogares con altos ingresos de Portland Metro» en Lake Oswego, West Linn, Mountain Park, Lakeridge, Forest Heights, Raleigh Hills, Oak Hills, West Hills, Dunthorpe y el condado de Clark.

## Otras lecturas
- "Biografías de Oregón: Thomas Jefferson Dryer", Proyecto de Historia de Oregón, Sociedad Histórica de Oregón, 2002.